# Uloborus kerevatensis
Uloborus kerevatensis är en spindelart som beskrevs av Brent D. Opell 1991. Uloborus kerevatensis ingår i släktet Uloborus och familjen krusnätsspindlar. Inga underarter finns listade i Catalogue of Life.